# Durant (Iowa)
Pour les articles homonymes, voir Durant.
Durant est une ville des comtés de Cedar, Muscatine et Scott, en Iowa, aux États-Unis. Elle est incorporée le 1er juillet 1867. La ville est fondée en 1854 par Benjamin Brayton et nommée Brayton en son honneur. 
La ligne Chicago, Rock Island and Pacific Railroad est construite et passe à Durant en 1855. Le nom de la ville est changé en Durant en hommage à Thomas Clark Durant, pionnier du chemin de fer fasant partie de la compagnie Transcontinental Railroad.